# Chiesa di San Giacomo (Pesaro)
La chiesa di San Giacomo è una chiesa situata in Piazza Olivieri nel centro storico di Pesaro, nella regione Marche, in Italia, dedicata all'apostolo Giacomo il Minore.

## Storia
L'attuale chiesa deve la sua pianta a una ricostruzione in stile barocco del XVII secolo su una precedente chiesa del XV secolo. La ricostruzione ha orientato la chiesa in senso opposto. Un residuo della chiesa preesistente è un frammento di affresco nel campanile della Madonna della Pace. L'attuale facciata è stata progettata nel 1825 in stile neoclassico da Giuseppe Olmeda. L'interno conserva tele di Agostino Castellaci e Pietro Tedeschi, oltre al monumento funebre del conte Annibale Olivieri, progettato dall'architetto Giannandrea Lazzarini e arricchito da sculture dello scultore Sebastiano Pantanelli.
In un inventario del 1864 la pala d'altare principale viene indicata come una Madonna in trono con angeli, secondo lo stile di Giovanni Sanzio.